# Spostamento (cinematica)
In cinematica si definisce spostamento il cambiamento di posizione di un punto nello spazio.

## Spostamento traslazionale

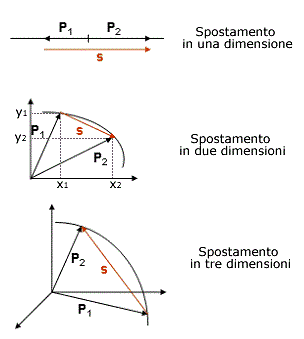
Spostamento di un punto in uno spazio monodimensionale (retta), bidimensionale (piano) e tridimensionale (spazio).

Date due posizioni {\displaystyle \mathbf {P} _{1}} e {\displaystyle \mathbf {P} _{2}} dello stesso punto, lo spostamento traslazionale è dato da:
{\displaystyle \mathbf {P} _{2}=\mathbf {P} _{1}+\mathbf {s} }
ciò equivale a dire che lo spostamento rappresenta il vettore differenza tra i due vettori posizione {\displaystyle \mathbf {P} _{2}} e {\displaystyle \mathbf {P} _{1}} in quanto:
{\displaystyle \mathbf {s} =\mathbf {P} _{2}-\mathbf {P} _{1}=\Delta \mathbf {P} }
Utilizzando i versori, il vettore spostamento traslazionale si può ricavare componendo il vettore.
Ad esempio in due dimensioni si avrà:
{\displaystyle \Delta \mathbf {x} =(x_{P_{2}}-x_{P_{1}})\cdot {\hat {\mathbf {i} }}=(x_{2}-x_{1})\cdot {\hat {\mathbf {i} }}\qquad \Delta \mathbf {y} =(y_{P_{2}}-y_{P_{1}})\cdot {\hat {\mathbf {j} }}=(y_{2}-y_{1})\cdot {\hat {\mathbf {j} }}}
{\displaystyle \Delta \mathbf {x} +\Delta \mathbf {y} =(x_{2}-x_{1})\cdot {\hat {\mathbf {i} }}+(y_{2}-y_{1})\cdot {\hat {\mathbf {j} }}=\mathbf {x} '+\mathbf {y} '}
Ovvero si ha che la differenza tra due coordinate lungo un asse di riferimento denota un vettore che ha un orientamento determinato dal segno della differenza.
La composizione dei vettori {\displaystyle \mathbf {x} '} e {\displaystyle \mathbf {y} '} è pari al vettore spostamento {\displaystyle \mathbf {s} }, come la composizione delle posizioni {\displaystyle \mathbf {P} _{1}}, {\displaystyle \mathbf {P} _{2}}.
{\displaystyle \mathbf {s} =\mathbf {P} _{2}-\mathbf {P} _{1}=\mathbf {x} '+\mathbf {y} '}

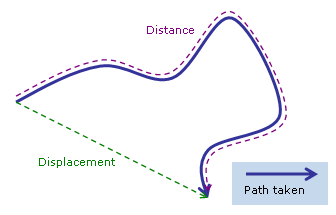
Rappresentazione dell'indipendenza dello spostamento dal cammino percorso

Analogamente in uno spazio a tre dimensioni:
{\displaystyle \Delta \mathbf {x} +\Delta \mathbf {y} +\Delta \mathbf {z} =(x_{2}-x_{1}){\hat {\mathbf {i} }}+(y_{2}-y_{1}){\hat {\mathbf {j} }}+(z_{2}-z_{1}){\hat {\mathbf {k} }}=\mathbf {x} '+\mathbf {y} '+\mathbf {z} '}
Lo spostamento risulta così indipendente dalla traiettoria effettivamente percorsa per muoversi fra i due punti.
Lo spostamento non è mai tangente alla traiettoria, tranne che nel semplice caso di traiettoria rettilinea.

### Relazione tra spostamento e velocità media
Dato che la velocità traslazionale media {\displaystyle {\bar {\mathbf {v} }}} è il rapporto tra lo spostamento, {\displaystyle \Delta \mathbf {s} }, e l'intervallo di tempo impiegato per compierlo {\displaystyle \Delta t}
{\displaystyle {\bar {\mathbf {v} }}={\frac {\Delta \mathbf {s} }{\Delta t}}\implies \Delta t\cdot {\bar {\mathbf {v} }}={\frac {\Delta \mathbf {s} }{\cancel {\Delta t}}}\cdot {\cancel {\Delta t}}\implies \Delta t\cdot {\bar {\mathbf {v} }}=\Delta \mathbf {s} }

## Spostamento rotazionale
Lo spostamento può essere descritto non solo in termini traslazionali, ma anche in termini rotazionali. In particolare, le grandezze utilizzate per questo tipo di descrizione sono lo spostamento angolare e lo spostamento areolare, rispettivamente definiti come l'angolo e l'area spazzati dal raggio vettore di un punto che si muove lungo una curva.